# Mariano Luna Guerra
Mariano Luna Guerra fue un hacendado y político peruano. Forma parte de la familia Luna que, tanto en la provincia de Acomayo como en la provincia de Anta han ocupado importantes cargos políticos. Junto a sus hermanos Ezequiel y María Ricarda se les ha destacado por su excesiva crueldad para con los indígenas que vivían en sus territorios o cercanos a ellos. Mariano Guerra, propietario de la hacienda Sullupucyu, una gran hacienda ganadera de un área total de 6,000 hectáreas incluyendo todos sus anexos. En el siglo XX esa hacienda pasaría a ser conocida como "La Joya" hasta que, en 1970, sería expropiada en el marco de la reforma agraria.
Nació en Zurite en la provincia de Anta, departamento del Cusco en 1870. Su padre Lorenzo Luna Mujica provenía de la provincia de Acomayo donde la familia Luna era una gran terrateniente y la dominaba políticamente. Tomasa Guerra Macedo, su madre, era hija de Pedro Guerra quien fue propietario de grandes extensiones de terreno en la provincia de Anta que comprendían todas las propiedades que posteriormente pertenecieron a los Luna Guerra y fue diputado por esa provincia entre 1876 y 1881. 
Fue elegido diputado suplente por la provincia de Cotabambas en 1895 hasta 1906
1901-1906